# Royal Asiatic Society

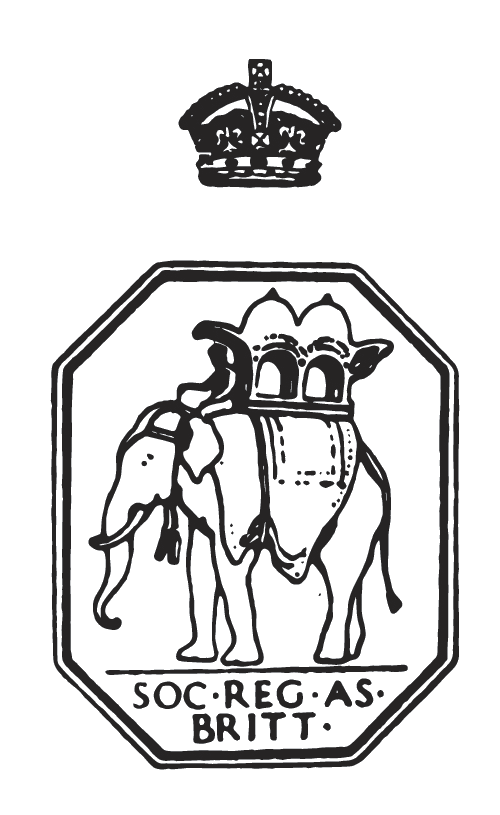
Logo

Die Royal Asiatic Society (offizielle Bezeichnung: Royal Asiatic Society of Great Britain and Ireland; Abkürzung: RAS) ist eine britische Gelehrtengesellschaft. Sie wurde 1823 auf Initiative des Orientalisten Henry Thomas Colebrooke in London gegründet, wo sie bis heute ihren Sitz hat, und erhielt 1824 von König Georg IV. die Royal Charter.
In der Gründungsurkunde wird als Zweck der Gesellschaft die „Förderung der Erforschung von Themen im Zusammenhang mit Wissenschaft, Literatur und Kunst mit Bezug zu Asien“ angegeben. Das Interessengebiet der Royal Asiatic Society erstreckt sich nicht nur auf den gesamten asiatischen Kontinent, sondern auch auf das islamische Nordafrika und Äthiopien. Hingegen befasst sich die Gesellschaft nicht mit zeitgeschichtlichen und aktuellen politischen Fragen. Zu diesem Zweck wurde zu Beginn des 20. Jahrhunderts die Royal Society for Asian Affairs gegründet.
Die Gesellschaft gibt das vierteljährlich erscheinende Journal of the Royal Asiatic Society (JRAS) heraus, das von der Cambridge University Press publiziert wird. Unter den bekannten Mitgliedern der Gesellschaft finden sich Persönlichkeiten wie Rabindranath Tagore, Benimadhab Barua, Aurel Stein, Wilfred Thesiger, Paul Georg von Möllendorff, Georg Heinrich Nöhden und Heinrich Leberecht Fleischer.

## Rechtsstatus
Die RAS wurde durch Royal Charter errichtet und ist damit kein privatrechtlicher Verein, sondern eine selbst verwaltete Körperschaft, die beim Privy Council registriert ist.

## Regionalorganisationen
Neben der britischen Muttergesellschaft existieren mehrere Regionalorganisationen, die von der Royal Asiatic Society anerkannt sind: Indien (Calcutta, Mumbai, Bangalore, Madras und Bihar); Royal Asiatic Society of Sri Lanka, the Royal Asiatic Society Hong Kong Branch; the Asiatic Society of Japan (established in 1875); the Malaysian Branch of the Royal Asiatic Society und die Royal Asiatic Society Korea Branch. Eine neuere Regionalgruppe wurde 2006 in Shanghai als 'Royal Asiatic Society China' eingerichtet. Die Regionalorganisationen verfügen regelmäßig über eigene Bibliotheken und Sammlungen und organisieren regionale Fachveranstaltungen.

## Preise und Stipendien
Die RAS vergibt regelmäßig Preise und Stipendien, darunter den „Royal Asiatic Society Award“ (verliehen alle drei Jahre), den „Sir George Staunton Prize“ für Nachwuchswissenschaftler und den „New Barwis-Holliday Award“ für etablierte Wissenschaftler. Speziell gestiftete Preise werden für Forschungsarbeiten zu themenbezogenen Arbeiten vergeben.

## Frühere Präsidenten
- 1823–1841 Charles Watkin Williams-Wynn
- 1841–1842 George FitzClarence, 1. Earl of Munster
- 1849–1852 Francis Egerton, 1. Earl of Ellesmere
- 1855–1858 Horace Hayman Wilson
- 1858 William Henry Sykes
- 1861–1864 Percy Smythe, 8. Viscount Strangford
- 1864–1867 Sir Thomas Colebrooke, 4. Baronet
- 1867–1869 Percy Smythe, 8. Viscount Strangford
- 1869–1871 Henry Creswicke Rawlinson, Altorientalist
- 1872–1875 Henry Bartle Frere, ehemaliger Gouverneur von Bombay
- 1878–1881 Henry Creswicke Rawlinson
- 1884–1887 William Muir, Islamwissenschaftler
- 1887–1890 Thomas Francis Wade, Sinologe
- 1890–1893 Thomas Baring, 1. Earl of Northbrook, ehemaliger Generalgouverneur und Vizekönig von Indien
- 1893–1921 Donald Mackay, 11. Lord Reay, ehemaliger Gouverneur von Bombay
- 1937–1939 Malcolm Hailey, 1. Baron Hailey, ehemaliger Gouverneur der United Provinces of Agra and Oudh
- 1939–1940 Freeman Freeman-Thomas, 1. Marquess of Willingdon, ehemaliger Generalgouverneur und Vizekönig von Indien
- 1943–1946 Richard Olaf Winstedt, Malaiologe
- 1946–1949 Roger Lumley, 11. Earl of Scarbrough, ehemaliger Gouverneur von Bombay und Staatssekretär im India Office
- 1949–1952 Richard Olaf Winstedt
- 1952–1955 Ralph Lilley Turner, Indologe
- 1955–1958 Richard Olaf Winstedt
- 1958–1961 Gerard Clauson, Turkologe, Forscher zentralasiatischer Sprachen
- 1961–1964 Richard Olaf Winstedt
- 1964–1967 Harold Walter Bailey, Indologe und Iranist
- 1967–1970 Charles Fraser Beckingham, Islamwissenschaftler
- 1970–1973 Basil W. Robinson, Kunsthistoriker
- 1976–1979 Charles Fraser Beckingham
- 1982–1985 Dennis John Duncanson
- 1997–2000 Francis Robinson, auf Südasien spezialisierter Historiker
- 2000–2003 Anthony Stockwell, auf Südostasien spezialisierter Historiker
- 2003–2006 Francis Robinson
- 2006–2009 Anthony Stockwell
- 2009–2012 Gordon Johnson, auf Indien spezialisierter Historiker
- 2012–2015 Peter Robb
- 2015–2018 Gordon Johnson
- 2018–2021 Anthony Stockwell

## Von derRoyal Asiatic Societyherausgegebene wissenschaftliche Zeitschriften und Buchreihen (Auswahl)
- Journal of the Royal Asiatic Society of Great Britain and Ireland. Band 1. Royal Asiatic Society of Great Britain and Ireland, 1834 (englisch, Google Books [abgerufen am 22. August 2014]).
- Journal of the Royal Asiatic Society of Great Britain & Ireland. Band 17. Royal Asiatic Society of Great Britain and Ireland, 1885 (englisch, Google Books [abgerufen am 22. August 2014]).
- Journal of the China Branch of the Royal Asiatic Society. Band 24–25. The Branch, 1890 (englisch, Google Books [abgerufen am 22. August 2014]).
- Journal of the North China Branch of the Royal Asiatic Society. Band 28–29. Kelly & Walsh., 1898 (englisch, Google Books [abgerufen am 22. August 2014]).
- E. Bretschneider: Botanicon Sinicum. Band 29. Kelly & Welsh, 1895 (englisch, Google Books [abgerufen am 22. August 2014]).
- Journal of the China Branch of the Royal Asiatic Society. Band 30, Nr. 1. The Branch, Juli 1897 (englisch, Google Books [abgerufen am 22. August 2014]).
- Journal of the Straits Branch of the Royal Asiatic Society. Band 31–33. Printed At The American Mission Press, Singapore Juli 1898 (englisch, Google Books [abgerufen am 22. August 2014]).
- Transactions of the Royal Asiatic Society of Great Britain and Ireland. Band 1. Parbury, Allen & Co., London 1827 (englisch, Google Books [abgerufen am 22. August 2014]).
- Journal of the Royal Asiatic Society of Great Britain & Ireland. 1968 (englisch, Google Books [abgerufen am 22. August 2014]).